# Centre dramatique national des Alpes

La Maison de la culture (MC2) de Grenoble

Le Centre dramatique national des Alpes de Grenoble (CDNA) anciennement Comédie des Alpes (1960-1975), fut initié par Bernard Floriet et René Lesage, et a fusionné en 2014 avec la MC2.
Le CDNA était hébergé à la Maison de la Culture de Grenoble dès sa création en 1968. La Maison de la Culture a été renommée Le Cargo en 1985, sous la direction de Jean-Claude Gallotta, puis MC2: en 2004. Elle a été conçue par André Wogenscky et inaugurée par André Malraux le 13 février 1968. De 1998 à 2004, elle a été fermée pour travaux. L’extension et la rénovation ont été réalisées par Antoine Stinco, architecte spécialisé dans les équipements culturels et salles de spectacles.

## Historique
Jean Dasté avait déjà envisagé de créer un premier centre dramatique national à Grenoble en 1945, mais à la suite du refus de ses demandes de subventions par la municipalité, le projet n’aboutit pas et Jean Dasté part à Saint-Étienne. 
En 1960, est créée la Comédie des Alpes par Bernard Floriet et René Lesage, tous les deux issus de l’association ACTA (Association Culturelle par le Théâtre et les Arts). La Comédie des Alpes fait ses premières créations dans l’amphithéâtre du lycée Stendhal (centre-ville de Grenoble). La troupe est ensuite hébergée à la Maison de la Culture dès sa création en 1968. 
En 1975, le contrat de la Comédie des Alpes avec le Secrétariat d’État à la culture n’ayant pas été renouvelé, la Comédie des Alpes devient le Centre Dramatique National des Alpes (Société coopérative ouvrière de production anonyme à capital et personnel variables). La direction en est confiée à Gabriel Monnet et au Théâtre Partisan, dirigé par Georges Lavaudant. 
Des années 1980 à 1990, le CDNA connait une période trouble, notamment liés à la cohabitation avec la Maison de la Culture. En 1981, lorsque Georges Lavaudant devient directeur de la Maison de la Culture à la suite de la démission de Bernard Gilman, sa nomination est controversée, à cause de sa qualité de directeur du CDNA. À son départ en 1985, les directions du CDNA et de la Maison de la Culture sont à nouveau séparées. Bruno Boëglin prend la tête du CDNA, assisté l’année suivante par Joël Chosson, envoyé par le ministère. En 1988, Chantal Morel et Ariel Garcia-Valdes leur succèdent. 
En 1990, avec l’arrivée de Roger Caracache à la direction du CDNA et de la Maison de Culture, la situation du CDNA se stabilise. Roger Caracache est le seul directeur à ne pas avoir été un artiste, la compagnie fonctionnait alors avec des metteurs en scène associés. 
En 1990, le CDNA prend le statut de SARL, dont le directeur est nommé par l’État pour trois ans, avec trois mandats successifs maximum.
Le CDNA disparaît le 1er janvier 2014, lors de sa fusion avec la MC2:, à la suite d'une décision du ministère de la Culture, alors dirigé par Aurélie Filippetti. Le projet de fusion est principalement porté par Michel Orier, directeur général de la Création artistique au ministère de la Culture et ancien directeur de la MC2 de 2002 à 2012. Les deux structures fusionnées deviennent un EPCC (établissement public de coopération culturelle).

## Direction
- 1960-1975 : (Comédie des Alpes) Bernard Floriet et René Lesage
- 1975-1976 : Gabriel Monnet
- 1976-1978 : Gabriel Monnet et Georges Lavaudant
- 1979-1986 : Georges Lavaudant
- 1986-1987 : Bruno Boëglin
- 1987-1988 : Joël Chosson
- 1988-1989 : Chantal Morel et Ariel Garcia-Valdes
- 1990-1997 : Roger Caracache
- 1997-2007 : Laurent Pelly
- 2008-2014 : Jacques Osinski

## Productions du CDNA
(Spectacles produits par le CDNA et mis en scène par les directeurs : n’inclut pas les spectacles coproduits par le CDNA)

### 1960-1975 : La Comédie des Alpes. Mises en scène deRené Lesage, décors deBernard Floriet.

#### 1960-1961
- La règle du Jeu (montage)
- Chantefables, assemblage de textes médiévaux.
- Le carrosse du Saint-Sacrement de Prosper Mérimée
- Les folies amoureuses de Jean-François Regnard

#### 1961-1962
- La farce de Maître Pathelin, La farce du pâté, Le grand Siècle, montage de pièces classiques
- Dame la lune et le brave soldat de Marc Netter
- La Danse de la mort de August Strindberg
- Histoire pour rire de Jean Tardieu / René de Obaldia
- Festival Molière, extraits de pièces de Molière
- Le journal d'un curé de campagne de Georges Bernanos

#### 1962-1963
- Le barbier de Séville de Beaumarchais
- L'Ours, Le Jubilé, Le Chant du cygne de Anton Tchekhov
- En Attendant Godot de Samuel Beckett
- Cinna de Pierre Corneille

#### 1963-1964
- Le Malade Imaginaire de Molière
- La Cantatrice Chauve et La Leçon d'Eugène Eugène Ionesco

#### 1964-1965
- L’Île des Esclaves de Marivaux
- L’Exception et la Règle de Bertolt Brecht
- La Quadrature du Cercle de Valentin Kataïev
- Douze Hommes en Colère de Reginald Rose

#### 1965-1966
- Les justes d'Albert Camus
- Douze Hommes en Colère de Reginald Rose
- La Quadrature du Cercle de Valentin Kataïev
- Les Musiques Magiques de Catherine Dasté
- L’École des Femmes de Molière
- Chacun sa Vérité de Luigi Pirandello

#### 1966-1967
- Si jamais j'te pince de Labiche
- Le Marchand de Venise de Shakespeare

#### 1967-1968
- En Attendant Godot de Samuel Beckett (tournée aux États-Unis)
- Les Musiques Magiques de Catherine Dasté (tournée en Algérie)
- Une Lettre perdue de Ion Luca Caragiale

#### 1968-1969
- L’Étourdi de Molière
- 6 810 000 litres d'eau par seconde de Michel Butor
- Moi, Superman de Guillaume Kergourlay
- Zoo Story-Le rêve de l'Amérique d'Edward Albee
- La Nuit des Assassins de José Triana
- Le Mariage de Figaro de Beaumarchais
- Fin de partie – Acte sans Paroles de Samuel Beckett

#### 1969-1970
- La Nuit des Assassins de José Triana
- Passion, poison et pétrification de George Bernard Shaw
- Un léger accident de James Saunders
- Un mot pour un autre ; Il y avait foule au manoir ; Monsieur moi ; Oswald et Zénaïde ; Le Guichet de Jean Tardieu
- Le menteur de Corneille

#### 1970-1971
- Tard dans la nuit de Guillaume Kergourlay
- Rhinocéros d’Eugène Ionesco
- Ivan le terrible de Mikhaïl Boulgakov

#### 1971-1972
- Qui a peur de Virginia Woolf ? d'Edward Albee
- Histoire de Vasco de Georges Schehadé

#### 1972-1973
- En pleine mer-Bertrand-Strip-tease de Sławomir Mrożek
- Le Marathon de Claude Confortès
- Marat-Sade de Peter Weiss

#### 1973-1974
- Dom Juan de Molière
- Ils viennent jusque dans nos draps d'après Jacques Cousseau
- Inahi le pêcheur de lune d’Étienne Catallan

### 1975-1976 : mise en scène de Gabriel Monnet (directeur du CDNA)
- 1975 : Lorrenzaccio de A. de Musset, mise en scène G. Lavaudant (Première du CDNA le 23 octobre 1975)
- 1976 : Œdipe roi de Sophocle
- 1976 : Les Revenants (H. Ibsen), mise en scène Pierre Maxence.
- 1976 : Emmène-moi au bout du monde d'après B; Cendrars, mise en scène M. Ferber
- 1976 : Le sonde d'un homme ridicule par G. Monnet.

### 1976-1978: mises en scène de Georges Lavaudant (co-directeur du CDNA avec Gabriel Monnet)
- 1976 : L'Éducation sentimentale d'après Gustave Flaubert, mise en scène G. Lavaudant. ( Travaux pratiques n° 1).
- 1976 : Louve basse de Denis Roche (Festival d'Avignon)
- 1976 : Palazzo Mentale de Pierre Bourgeade
- 1976 : 150 cirques pour éclairer le prolétariat. D'après Maïakovski. Mise en scène M. Ferber.
- 1976 : Le Roi Lear de W. Shakespeare. Mise en scène G. Lavaudant.
- 1977 : Hamlet de W. Skakespeare. Mise en scène D. Mesguish.
- 1977 : Jeanne Royer, d'après V. Dallemont. Mise en scène Marc Betton.
- 1977 : Italie. Montage de G. Lavaudant ( Travaux pratiques n° 2).
- 1978 : Maître Puntila et son valet Matti de Bertolt Brecht

### 1979-1986 : mises en scène de Georges Lavaudant (directeur du CDNA)
- 1979 : Les Cannibales
- 1979 : La Rose et la Hache, Carmelo Bene d'après William Shakespeare
- 1980 : Les Voyageurs de Pierre Peju
- 1981 : Les Géants de la montagne de Luigi Pirandello
- 1983 : La Neige ou le Bleu de Henri-Alexis Baatsch
- 1983 : Les Céphéides de Jean-Christophe Bailly
- 1984 : Richard III de Shakespeare 1986 : Exposition « 10 ans de CDNA », 16-30 avril

### 1986-1987 : mises en scène de Bruno Boëglin (directeur du CDNA)
- 1986 : Six personnages en quête d'auteur de Luigi Pirandello
- 1987 : Gertrud de Hjalmar Söderberg

### 1988-1989 : mises en scène de Chantal Morel et Ariel Garcia-Valdes (co-directeurs du CDNA)
- 1988 : Le jour se lève, Léopold ! de Serge Valletti, par Chantal Morel
- 1989-1990 : Le Voyage de Manuel Vasquez Montalban, par Ariel Garcia-Valdes (échange prévu avec Barcelone).

### 1990-1991 : mise en scène deMichel Dezoteux(metteur en scène associé du CDNA)
Pas de production exclusive. Coproduction du CDNA pour Brecht-machine (textes de Bertolt Brecht, Heiner Müller, Karl Valentin)

### 1992-1993 : mises en scène de Thierry Bédard,Bruno Meyssatet Thierry Roisin (metteurs en scène associé du CDNA)
- 1992 : Minima moralia, l'indulgence et la cruauté, Thierry Bedard
- 1992 : Documentaire, par Bruno Meyssat
- 1993 : Les Disparus, Visions posthumes ou prémonitoires de quelques passagers du Titanic, Bruno Meyssat
- 1993 : Noé, Thierry Roisin
- 1994 : Les Lois fondamentales de..., de Carlo Maria Cipolla, par Thierry Bedard
- 1994 : La Légende de Saint-Julien l'Hospitalier, de Gustave Flaubert, par Thierry Roisin

### 1994-1997 : mises en scène de Laurent Pelly (metteur en scène associé)
- 1994 : Loretta Strong de Copi
- 1994-1995 : L'Heureux Stratagème de Marivaux
- 1996 : La Baye de Philippe Adrien

### 1997-2007 : mises en scène de Laurent Pelly (directeur du CDNA)
- 1997 : Souingue !
- 1997 : Des héros et des dieux – Hymnes homériques (Avignon)
- 1997 : Orphée aux Enfers
- 1997 : La Danse de mort d'August Strindberg
- 1998 : Vie et mort du roi Jean (Avignon)
- 1998 : Et Vian ! En avant la zique !
- 2000-2001 : C’est pas la vie ?
- 2002 : Le Voyage de monsieur Perrichon d'Eugène Labiche
- 2002 : J'en ai marre de l'amour
- 2003 : Vendre
- 2003 : Les Chaises d'Eugène de Ionesco
- 2004 : Le Roi Nu d'Evguéni Schwartz
- 2005 : Foi, amour, espérance, une petite danse de mort en cinq tableaux d’Ödön von Horváth
- 2005 : I cosmonauti russi de Battista Lena
- 2006 : Le Songe d'August Strindberg
- 2006 : Les Aventures d'Alice au pays des merveilles de Lewis Carroll
- 2006 : Une visite inopportune de Copi
- 2006 : Les Malices de Plick et Plock de Christophe

### 2008-2014 : mises en scène de Jacques Osinski (directeur du CDNA)
- 2007 : Le Carnaval et la folie comédie-ballet, livret Antoine Houdar de La Motte, musique André Cardinal Destouches, direction musicale Hervé Niquet
- 2008 : L'Éveil du printemps de Frank Wedekind, avec les élèves du conservatoire à rayonnement régional de Grenoble
- 2008 : Le Conte d'hiver de William Shakespeare
- 2009 : La trilogie de l’errance : Woyzeck de Georg Büchner + Un fils de notre temps de Ödön von Horváth + Dehors devant la porte de Wolfgang Borchert
- 2010 : Le Grenier de Yōji Sakate
- 2010 : Le Triomphe de l'amour de Marivaux
- 2011 : Le Chien, la nuit et le couteau de Marius von Mayenburg
- 2011 : Le Moche de Marius von Mayenburg
- 2012 : George Dandin de Molière
- 2013 : Orage d’August Strindberg
- 2013 : Histoire du Soldat de Stravinsky, chorégraphie Jean-Claude Gallotta